# Kitwanga
Kitwanga ou Gitwangak est un bourg canadien du centre de la Colombie-Britannique dans le district régional de Kitimat-Stikine à 75 km à vol d'oiseau au nord-est de Terrace. Il se situe sur la rive nord du Skeena à sa confluence avec la rivière Kitwanga. C'est un carrefour routier à la jonction des routes trancanadienne 16 et interprovinciale 37 et une halte ferroviaire sur le chemin de fer transcontinental du Grand Tronc Pacifique aujourd'hui desservi par Via Rail,,.
Le village, en pays gitksan, s'étend sur la réserve indienne de Gitwangak 1, à la confluence mais aussi en dehors de la réserve, vers le nord sur la rive gauche de la rivière Kitwanga. La population de la réserve atteint 450 habitants en 2021.

## Histoire
Le village se situe sur le sentier de Kitwancool, un des pistes de la graisse. La graisse issue de l'eulakane est recueillie dans les pêcheries de la côte en particulier du Nass avant de transiter sur ces sentiers. À la fin du XVIIe siècle s'ajoute le commerce du fer et du cuivre. Des forts sont construits pour contrôler ce commerce. Le sentier de Kitwancool relie la vallée du Nass à l'intérieur du pays par la vallée de la Kitwanga et celle du Skeena.
La légende rapporte la construction du fort de Kitwanga à Nekt, guerrier Gitksan. Celui-ci naît d'une mère Gitksan, Lutraisu, captive du chef haïda Kewok, dans l'archipel d'Haïda Gwaï. Après l'assassinat de son mari pendant son sommeil, elle retourne sur le continent emportant sa tête comme trophée. Pendant le voyage en pirogue, elle coupe la langue de Kewok et la donne comme tétine pour calmer l'enfant ce qui lui vaut son nom. En grandissant, l'enfant se montre violent et indiscipliné, il est finalement banni du village par ses oncles nisga'as et se réfugie en forêt avec sa mère. Avec d'autres familles qui les rejoignent, ils fondent alors la tribu des Gitwangaks, menant des raids contre les villages voisins.
À la suite d'un rêve, il fait construire le fort de Kitwanga au sommet d'une butte surplombant la rivière Kitwanga. Le fort comprend de cinq maisons, entourées d'une palissade. Des tunnels permettent de s'échapper en cas de siège. Nekt  est finalement tué par une arme à feu et le fort détruit vers 1835. Le village actuel est fondé au sud en bordure du fleuve Skeena où sont érigés à partir de 1840 de nombreux totems. Ceux-ci illustrent les hauts-faits de Nekt, de Hlengwah, chef de clan des Grenouille-Corbeau et de Qawq chef du fort puis du village.
|                                    |
| Alignement de totems (rue Bridge). |

|                         |
| Cimetière traditionnel. |

|                                                                                           |
| Vue sur la vallée de la Kitwanga et (au centre) la butte de l'ancien fort des Gitwangaks. |

## Administration
Le conseil de bande est composé de six membres comprenant un chef et cinq conseillers. La mandature en actuelle cours de 2021 à 2025. Le conseil est dirigé par la cheffe Sandra Camsell Larin. L'élection est régie par la loi sur les élections au sein de premières nations, tous les membres inscrits de la bande de plus de 18 ans peuvent participer à l'élection comme électeur et comme candidat. Le conseil gère, outre la réserve de Gigantwak 1, sept autres réserves,,.